# Тауплиц
Тауплиц (нем. Tauplitz) — коммуна (нем. Gemeinde) в Австрии, в федеральной земле Штирия. 
Входит в состав округа Лицен.  Население составляет 1012 человек (на 31 декабря 2005 года). Занимает площадь 53,9 км². Официальный код  —  6 12 45.

## Политическая ситуация
Бургомистр коммуны — Петер Швайгер (АНП) по результатам выборов 2005 года.
Совет представителей коммуны (нем. Gemeinderat) состоит из 15 мест.
- АНП занимает 7 мест.
- СДПА занимает 5 мест.
- АПС занимает 3 места.